# If You Can't Say No
If You Can't Say No is een nummer van de Amerikaanse rockzanger Lenny Kravitz uit 1998. Het is de eerste single van zijn vijfde studioalbum 5. De stijl van het nummer is een combinatie van rock en triphop. In april van dat jaar werd het nummer op single uitgebracht.
De single werd nergens een heel grote hit. In Krevitz' thuisland de Verenigde Staten werd de Billboard Hot 100 niet bereikt. In het Verenigd Koninkrijk werd de 48e positie in de UK Singles Chart bereikt.
In Nederland was de single in week 18 van 1998 Megahit op Radio 3FM en werd een radiohit. De single bereikte de 52e positie in de publieke hitlijst Mega Top 100. De Nederlandse Top 40 op destijds Radio 538 werd niet bereikt, de single bleef steken op de 4e positie in de Tipparade.
In België werden zowel de Vlaamse Ultratop 50 als de Vlaamse Radio 2 Top 30 niet bereikt.